# MTV ao Vivo: Fernanda Abreu
MTV ao Vivo é o primeiro álbum ao vivo da cantora brasileira Fernanda Abreu. O seu lançamento ocorreu em 29 de maio de 2006, através da Universal Music. O show de gravação da série MTV ao Vivo aconteceu no Teatro Carlos Gomes, no Rio de Janeiro, nos dias 30 e 31 de março de 2006. O concerto foi exibido pela MTV no dia 28 de maio, um dia antes do lançamento do CD; o DVD foi lançado apenas em julho.

## Alinhamento de faixas
| N.º | Título                               | Compositor(es)                                                      | Duração |  |
| 1.  | "A Noite"                            | Fernanda Abreu, Laufer, Luiz Stein                                  | 2:40    |  |
| 2.  | "Baile Funk"                         | Rodrigo Maranhão                                                    | 3:39    |  |
| 3.  | "Brasil é o País do Suingue"         | Fernanda Abreu, Fausto Fawcett, Laufer, Hermano Vianna              | 4:52    |  |
| 4.  | "Jorge de Capadócia"                 | Jorge Ben                                                           | 4:16    |  |
| 5.  | "Você Pra Mim"                       | Fernanda Abreu                                                      | 3:33    |  |
| 6.  | "Garota Sangue Bom"                  | Fernanda Abreu, Fausto Fawcett                                      | 4:04    |  |
| 7.  | "Baile da Pesada"                    | Fernanda Abreu, Rodrigo Maranhão                                    | 3:23    |  |
| 8.  | "Kátia Flávia, a Godiva do Irajá"    | Fausto Fawcett, Laufer                                              | 4:23    |  |
| 9.  | "Dance Dance"                        | Rodrigo Maranhão                                                    | 3:48    |  |
| 10. | "A Dois Passos do Paraíso"           | Evandro Mesquita, Ricardo Barreto                                   | 4:19    |  |
| 11. | "Roda Que Se Mexe / Kid Brilhantina" | Fernanda Abreu, Rodrigo Campello, Suely Mesquita / Alexandre, Bedeu | 4:58    |  |
| 12. | "Veneno da Lata"                     | Fernanda Abreu, Will Mowat                                          | 3:38    |  |
| 13. | "Rio 40 Graus"                       | Fernanda Abreu, Fausto Fawcett, Laufer                              | 5:09    |  |
| 14. | "Bloco Rap Rio 2006"                 | Fernanda Abreu                                                      | 5:05    |  |
| 15. | "Bloco Funk"                         | Fernanda Abreu                                                      | 5:02    |  |
| 16. | "É Hoje"                             | Didi, Mestrinho                                                     | 3:40    |  |

| DVD |                                            |                                                                     |         |  |
| N.º | Título                                     | Compositor(es)                                                      | Duração |  |
| 1.  | "Abertura Funk"                            | Rodrigo Campello                                                    |         |  |
| 2.  | "A Noite"                                  | Fernanda Abreu, Laufer, Luiz Stein                                  |         |  |
| 3.  | "Baile Funk"                               | Rodrigo Maranhão                                                    |         |  |
| 4.  | "Brasil é o País do Suingue"               | Fernanda Abreu, Fausto Fawcett, Laufer, Hermano Vianna              |         |  |
| 5.  | "Jorge de Capadócia"                       | Jorge Ben                                                           |         |  |
| 6.  | "Você Pra Mim"                             | Fernanda Abreu                                                      |         |  |
| 7.  | "Garota Sangue Bom"                        | Fernanda Abreu, Fausto Fawcett                                      |         |  |
| 8.  | "Baile da Pesada"                          | Fernanda Abreu, Rodrigo Maranhão                                    |         |  |
| 9.  | "Kátia Flávia, a Godiva do Irajá"          | Fausto Fawcett, Laufer                                              |         |  |
| 10. | "Tudo Vale a Pena" (Part. Mart'nália)      | Fernanda Abreu, Pedro Luis                                          |         |  |
| 11. | "Aquarela Brasileira"                      | Silas de Oliveira                                                   |         |  |
| 12. | "Um Amor, Um Lugar" (Part. Herbert Vianna) | Herbert Vianna                                                      |         |  |
| 13. | "Dance Dance"                              | Rodrigo Maranhão                                                    |         |  |
| 14. | "A Dois Passos do Paraíso"                 | Evandro Mesquita, Ricardo Barreto                                   |         |  |
| 15. | "Roda Que Se Mexe / Kid Brilhantina"       | Fernanda Abreu, Rodrigo Campello, Suely Mesquita / Alexandre, Bedeu |         |  |
| 16. | "Veneno da Lata"                           | Fernanda Abreu, Will Mowat                                          |         |  |
| 17. | "É Hoje"                                   | Didi, Mestrinho                                                     |         |  |
| 18. | "Rio 40 Graus"                             | Fernanda Abreu, Fausto Fawcett, Laufer                              |         |  |
| 19. | "Bloco Rap Rio 2006"                       | Fernanda Abreu                                                      |         |  |
| 20. | "Bloco Funk"                               | Fernanda Abreu                                                      |         |  |

## Banda
Dados adaptados do encarte.
- André Carneiro - baixo
- César Farias - bateria
- Fernando Vidal - guitarra
- Wanderlei Silva - percussão
- Ricardo Fiúza - teclados e talkbox
- Rodrigo Campello - violão, cavaquinho e efeitos
- Juju Gomes e Flavia Santana - vocais